# Lill-Öretjärnen (Laxsjö socken, Jämtland)
Lill-Öretjärnen är en sjö i Krokoms kommun i Jämtland och ingår i Indalsälvens huvudavrinningsområde. Lill-Öretjärnen ligger i Gråberget-Hotagsfjällen Natura 2000-område.